# Different Pulses
Different Pulses è il primo album in studio da solista del cantante israeliano Asaf Avidan, pubblicato verso la fine del 2012 in Israele e da gennaio del 2013 nel resto d'Europa.

## Tracce
1. Different Pulses – 4:30
2. Setting Scalpels Free – 3:41
3. Love It or Leave It – 4:30
4. Cyclamen – 4:02
5. 613 – 4:00
6. Thumbtacks in My Marrow – 3:27
7. Conspiratory Visions of Gomorrah – 5:24
8. A Gun & a Choice – 3:17
9. Turn – 4:05
10. The Disciple – 4:49
11. Is This It? – 3:40

## Classifiche
| Classifica (2013) | Posizione raggiunta |
| ----------------- | ------------------- |
| Francia           | 5                   |
| Italia            | 10                  |